# Дауд, Том
Том Да́уд (англ. Tom Dowd; 20 октября 1925, Манхэттен — 27 октября 2002, Авентура) — американский звукорежиссёр и музыкальный продюсер, работавший на лейбле звукозаписи Atlantic Records.
Записывал таких легендарных музыкантов, как Арета Франклин, Рей Чарльз, Эрик Клэптон, Род Стюарт, Уилсон Пикетт, Lynyrd Skynyrd, The Allman Brothers Band и многих других.
Ахмет Эртегюн (сооснователь и глава Atlantic Records) в 1999 году сказал о нём: «Нет никого, кто бы лучше олицетворял идеальную свадьбу технического совершенства и истинной креативности».
В 1993 году Том Дауд был включён в Зал славы Фонда технического совершенства и креативности, в 2002 году получил престижную Премию попечительского совета «Грэмми».
В 2003 году вышел полнометражный документальный фильм о нём — Tom Dowd & the Language of Music.
В 2012 году Дауд был включён в Зал славы рок-н-ролла (в категории «Награда за музыкальное мастерство»).